# Skalička (Skalice)
Skalička (německy  Kleinskalitz) je vesnice, část obce Skalice v okrese Hradec Králové v Královéhradeckém kraji, spadající do mikroregionu Černilovsko. Nachází se asi jeden kilometr západně od Skalice. Skalička leží v katastrálním území Skalička nad Labem o rozloze 2,44 km².

## Historie
První osídlení Skaličky sahá až do pravěku, přesněji do mladší doby kamenné. O tom vypovídají archeologické nálezy v místě zvaném Roháj, byly zde nalezeny předměty z kamene a bronzu: dva palstavy, srpkovitý nůž a zlaté dráty. Také na poli vedle cesty vedoucí na Lochenice, kterému se přezdívá Na třešňovce, se našlo rozsáhlé žárové pohřebiště.
První písemná zmínka o obci pochází z roku 1547.
Skalička byla původně malou osadou, kterou na místě v lesích s největší pravděpodobností založili obyvatelé Skalice.
Co se názvu týče, v 17. století byla uváděna jako Malá Skalička. V 18. století se jí začalo říkat Malá Skalice a tento název se ustálil. Název Skalička byl úředně obnoven až v roce 1923.

### Pardědub
Množství důkazů o osídlení zdejší krajiny bylo nalezeno v místě zvaném Pardědub (toto místo se nachází v katastru obce Skalice na opukové stráni Skála zdvihající se nad Labem a je pojmenováno podle památného dubu). V roce 2020 zde amatérský hledač pokladů našel nádobu obsahující bronzové srpy, sekyry, náramky, přívěsek ve tvaru meče a zdobenou bronzovou sponu z období lužické kultury.
Pardědub byl osídlen již na počátku doby železné. V době hradištní byl ze tří přístupových stran ohrazen příkopem, hliněným valem a dřevěnou hradbou. Byla zde postavena tvrz, jejíž obyvatelé měli za povinnost strážit cestu od Hradce ke Skalici a dále ke Smiřicím a též brod přes Labe, kterým tato cesta procházela. (Tento brod byl užíván ještě ve třicátých letech minulého století). K tvrzi náležela též jeskyně, o které se vypráví, že v ní někdy v 19. století bydlel blázen známý pod jménem Honza Milán příjmením Zákravský. Ten si zde udil maso z pošlých vepřů.

## Obyvatelstvo
| Rok            | 1869 | 1880 | 1890 | 1900 | 1910 | 1921 | 1930 | 1950 | 1961 | 1970 | 1980 | 1991 | 2001 | 2011 | 2021 |
| -------------- | ---- | ---- | ---- | ---- | ---- | ---- | ---- | ---- | ---- | ---- | ---- | ---- | ---- | ---- | ---- |
| Počet obyvatel | 176  | 220  | 221  | 246  | 190  | 154  | 199  | 154  | 169  | 151  | 153  | 104  | 115  | 166  | 240  |
| Počet domů     | 27   | 27   | 27   | 27   | 28   | 29   | 39   | 42   | 42   | 38   | 36   | 42   | 44   | 58   | 80   |

## Obecní správa
Při sčítání lidu v letech 1850–1872 byla Skalička osadou obce Skalice v okrese Hradec Králové. V letech 1872–1971 byla samostatnou obcí, nejprve v okrese Hradec Králové, ale v roce 1950 v okrese Hradec Králové-okolí a od roku 1960 opět v okrese Hradec Králové. Od 26. listopadu 1971 je opět částí obce Skalice v okrese Hradec Králové, kdy se konaly obecní volby.

## Pamětihodnosti

### Venkovský dům čp. 24
Je znám také jako Merklův statek. Byl postaven rodinou Duškovou před rokem 1840, v roce 1892 přešel do rukou rodiny Merklovy, v roce 1960 se pak stal majetkem Československého státu. V devadesátých letech minulého století byl statek vrácen právoplatným dědicům, poté byl několikrát prodán.
Z původní klasicistní trojstranně zastavěné usedlosti se zděným štítově orientovaným domem po pravé straně, obdobně orientovanými chlévy vlevo a mladší obdélnou zděnou stodolou v závěru dvora se zachoval pouze dům a stodola. Po dlouhou dobu dům chátral, ale mezi lety 2009-2012 prošel rozsáhlou rekonstrukcí.

### Pomník od obyvatel Malé Skalice
Byl postavený v roce 1846 rodinou Vodičkových pod lipami vedle rybníka. Jedná se o železný kříž na kamenném podstavci. Text je pozlacený a psaný švabachem. Vedle pomníku také stála dřevěná, plechem pobitá, zvonička z roku 1913, ta se však do dnešních dní nedochovala.